# Jadete Barbosa Lampert
Jadete Barbosa Lampert é uma médica, formada pela Universidade Federal de Santa Maria, cujos estudos enfocam na Educação Médica. Atualmente, é a diretora-presidente da Associação Brasileira de Educação Médica (ABEM), no segundo mandato (biênios 2010-2012 e 2012-2014).
Seu livro, Tendências de mudanças na formação Médica no Brasil: tipologia das escolas, publicado em 2002 pela Hucitec, enfoca a importância das escolas médicas abandonarem o paradigma flexneriano, baseado no Relatório Flexner de Abraham Flexner, e ingressarem no paradigma da integralidade. O livro foi baseado na tese de doutorado de Lampert 

## Livros
- LAMPERT, J. B. (Org.) ; ARAUJO, J. G. C. (Org.) ; MARINS, J. J. N. (Org.) ; REGO, S. (Org.). Educação Médica em Transformação: instrumentos para a construção de novas realidades. 1a.. ed. São Paulo/SP: Hucitec, 2004. v. 01. 390p.[1]
- LAMPERT, J. B. . Tendências de mudanças na formação Médica no Brasil: tipologia das escolas. 1ª. ed. São Paulo: Hucitec, 2002. v. 1. 283p .[1]
- LAMPERT, J. B. (Org.) ; GONÇALVES, R. L. (Org.) ; SILVA, R. G. (Org.) ; BEZERRA, M. C. C. (Org.) . Médicos Formados no Brasil de 1997 a 2000. Rio de Janeiro / RJ: ABEM, 2001. v. 1000. 101p .[1]
- LAMPERT, J. B. (Org.) . 40 anos de Curso de Medicina em Santa Maria - 1954 -1994. 2a.. ed. Santa Maria: Editora UFSM, 1997. v. 1000. 330p.[1]
- LAMPERT, J. B. (Org.) . Médicos Formados no Brasil de 1986 a 1996. Rio de janeiro /RJ: ABEM, 1997. v. 1500. 203p.[1]
- LAMPERT, J. B. (Org.) . Orientação Semiotécnica para o Exame clínico. 2a.. ed. Santa Maria /RS: Editora UFSM, 1996. v. 500.[1]